# Johann Ernst (Politiker, 1604)
Johann Ernst (* (Taufe) 18. Januar 1604 in der Martinskirche Landshut; † März 1667 in München) war ein deutscher Jurist und Gesandter des Kurfürstentums Bayern bei den Verhandlungen, die 1648 zum Westfälischen Frieden führten.

## Leben
Johann Ernst war der Sohn des Landshuter Kammerprokurators Johann Ernst und dessen Ehefrau Barbara Gallner. 
Nach dem Studium der Rechtswissenschaften erwarb  er – wie sein Vater – den Grad Doktor beider Rechte und war seit dem 21. Januar 1635 in kurbayerischen Diensten. Sein Salär als Hofrat betrug 500 Gulden und stieg 1647 auf 600 Gulden.
1640/1641 übte er das Amt des Protokollanten im Kurfürstenrat beim Reichstag zu Regensburg aus. 1643/1644 war er zusammen mit Johann Christoph Abegg Gesandter beim Frankfurter Deputationstag.
Von 1645 bis 1648 war er gemeinsam mit Georg Christoph von Haslang und Johann Adolf Krebs Gesandter des Kurfürstentums Bayern bei den Verhandlungen in Münster und Osnabrück, die 1648 zum Westfälischen Frieden geführt haben. 
Während die  Gesandten des Trierer Kurfürsten Philipp Christoph von Sötern den Interessen Frankreichs skeptisch gegenüber standen, waren die Abgeordneten des bayerischen Kurfürsten Maximilian I. den Franzosen gegenüber wohlgesonnen.
Von 1646 bis 1648 war er bayrischer Vertreter beim Kurfürstentag in Osnabrück.
Am 15. Juni 1649 wurde er Revisionsrat bei einem Gehalt von 800 Gulden und war zugleich Mitglied des Geheimen Rates. 
Am 16. August 1651 wurde er bei einem Gehalt von 1200 Gulden zum Hofratskanzler ernannt.
1653  nahm er gemeinsam mit Johann von Oexl und Johann Wämpl an den Sitzungen des Reichstages zu Regensburg teil. 
Ernst heiratete am 14. August 1636 Johann Elisabeth Brugglacher († 1686) und wurde am 22. März 1667 in München begraben.

## Ehrungen
- Erhebung in den Reichsadelsstand
- 1663 Geheimer Rat